# Novovoznesenovka
Novovoznesenovka (ryska: Ново-Бознесеновка) är en ort i Kirgizistan.   Den ligger i oblastet Ysyk-Köl Oblusu, i den östra delen av landet, 300 km öster om huvudstaden Bisjkek. Novovoznesenovka ligger 1 792 meter över havet och antalet invånare är 3 092.
Terrängen runt Novovoznesenovka är varierad. Runt Novovoznesenovka är det mycket glesbefolkat, med 5 invånare per kvadratkilometer. Novovoznesenovka är det största samhället i trakten. Trakten runt Novovoznesenovka består till största delen av jordbruksmark.